# Pseudothecadactylus lindneri
Pseudothecadactylus lindneri — вид ящірок родини диплодактилідів (Eublepharidae). Ендемік Австралії.

## Поширення і екологія
Pseudothecadactylus lindneri мешкають на півострові Арнемленд на Північній Території. Вони живуть в тріщинах серед пісковикових скель, серед чагарників.